# Wołczyn
Wołczyn (udtale: [ˈvɔu̯t͡ʂɨn] tysk: Konstadt)  er en by  i den nordlige del af voivodskabet Opole i det sydlige Polen.  Byen  har 5.542(2021) indbyggere og et areal på 7,47 km².  Den  er en del af powiatet (amt) Kluczbork.

## Historie
Byen blev sandsynligvis grundlagt på stedet for en tidligere slavisk bosættelse.
Det blev tildelt byrettigheder i 1261. Den var en del af forskellige hertugdømmer i det fragmenterede kongerige Polen. Indtil 1294 var det en del af Hertugdømmet Wrocław, derefter Hertugdømmet Głogów indtil 1312, Hertugdømmet Namysłów indtil 1320, Hertugdømmet Oleśnica indtil 1343, Hertugdømmet Brzeg indtil 1436 og derefter hertugdømmet Oleśnica igen. Den forblev under Piast-dynastiet herredømme indtil 1495, og bagefter, i omkring 300 år, var byen ejet af stormanden Posadowski-familien, under  Jagiello-regerede Kongeriget Bøhmen (Tjekkiet) indtil 1526, hvor habsburgerne arvede den bøhmiske krone.
Byen lå på en handelsrute, der forbinder Kraków og Wrocław. Befolkningen levede af landbrug, håndværk og handel. Der blev afholdt fem årlige markeder i Wołczyn, og afgrøder og kunsthåndværk blev solgt til kunder, ikke kun fra Schlesien, men også fra nabolandet Storpolen. I det 15. århundrede bosatte tjekkiske husitter og i det 17. århundrede Polske Brødre  sig i Wołczyn. I det 16. århundrede blev der etableret en kommunal skole kendt for sit høje uddannelsesniveau, og i det 18. og begyndelsen af det 19. århundrede var der et velkendt proseminar for polske lutheranere, som senere blev flyttet  til Kluczbork.
I 1742 blev byen annekteret af Kongeriget Preussen. Den 1. oktober 1868 blev byen tilsluttet en jernbanestrækning. I 1907 havde Wołczyn et vandforsyningsnet.